# Welcome to Wherever You Are
Welcome to Wherever You Are – ósmy album studyjny australijskiego zespołu rockowego INXS. Wydany 3 sierpnia 1992 roku przez wytwórnię Atlantic Records.

## Lista utworów
1. "Questions" (2:07)
2. "Heaven Sent" (3:18)
3. "Communication" (5:18)
4. "Taste It" (3:18)
5. "Not Enough Time" (4:13)
6. "All Around" (3:18)
7. "Baby Don't Cry" (4:45)
8. "Beautiful Girl" (3:27)
9. "Wishing Well" (3:25)
10. "Back On Line" (3:12)
11. "Strange Desire" (4:08)
12. "Men and Women" (4:38)

- W 2002 roku ukazała się reedycja albumu z utworami ulepszonymi dźwiękowo oraz z pięcioma dotąd niewydanymi:

1. "The Answer" (4:53)
2. "Wishing Well (Alternate Version)" (3:30)
3. "All Around (Alternate Version)" (3:25)
4. "The Indian Song" (4:50)
5. "Heaven Sent (Waltz Version)" (3:01)